# NAsH Doutor Montenegro (U-16)
O NAsH Doutor Montenegro (U-16) é uma embarcação da Marinha do Brasil que exerce a função de Navio de assistência hospitalar.
Subordinado ao comando da Flotilha do Amazonas (9º Distrito Naval), desenvolve atividades de atendimento de saúde (médica e odontológica) e orientação sanitária às comunidades ribeirinhas. Para esse fim, encontra-se equipado com um centro cirúrgico, equipamento de Raios-X, laboratório de análise, dois gabinetes odontológicos, consultórios médicos e farmácia.

## Características
- Deslocamento (ton): 300-padrão/ 347-plena carga
- Dimensões (m): 42 de comprimento
- Velocidade (nós): 5
- Raio de Ação (milhas): 3.200 a 5 nós
- Tripulação: 50 homens incluindo equipe médica
- Construtor: Estaleiro CONAVE - Comércio e Navegação Ltda